# Кевін Чаморро
Кевін Чаморро (ісп. Kevin Chamorro, нар. 8 квітня 2000, Ліберія) — костариканський футболіст, воротар португальського клубу «Ештуріл-Прая» та національної збірної Коста-Рики.
Виступав також за клуб «Сапрісса».

## Клубна кар'єра
Народився 8 квітня 2000 року в місті Ліберія. Вихованець футбольної школи клубу «Кармеліта». Дорослу футбольну кар'єру розпочав 2018 року в основній команді того ж клубу, в якій провів один сезон, взявши участь у 27 матчах чемпіонату. 
Протягом 2019—2021 років захищав кольори клубу «Сан-Карлос».
Своєю грою за останню команду привернув увагу представників тренерського штабу клубу «Сапрісса», до складу якого приєднався 2021 року. Відіграв за команду з костариканської столиці наступні три сезони своєї ігрової кар'єри. Більшість часу, проведеного у складі «Сапрісси», був основним голкіпером команди. Відзначався досить високою надійністю, пропускаючи в іграх чемпіонату в середньому менше одного гола за матч.
До складу клубу «Ештуріл-Прая» приєднався 2024 року. 

## Виступи за збірні
У 2015 році дебютував у складі юнацької збірної Коста-Рики (U-15), загалом на юнацькому рівні взяв участь у 1 іграх.
Протягом 2018–2021 років залучався до складу молодіжної збірної Коста-Рики. На молодіжному рівні зіграв у 8 офіційних матчах, пропустив 9 голів.
У 2023 році дебютував в офіційних матчах у складі національної збірної Коста-Рики.
У складі збірної був учасником розіграшу Золотого кубка КОНКАКАФ 2023 року у США та Канаді, розіграшу Кубка Америки 2024 року у США.
| Дата       | Місто                 | Господарі  | Результат | Гості      | Турнір                                      | Голи | Примітки |
| ---------- | --------------------- | ---------- | --------- | ---------- | ------------------------------------------- | ---- | -------- |
| 25-3-2023  | Фор-де-Франс          | Мартиніка  | 1 – 2     | Коста-Рика | Ліга націй КОНКАКАФ 2022-2023 - 1-й етап    | -1   |          |
| 28-3-2023  | Сан-Хосе              | Коста-Рика | 0 – 1     | Панама     | Ліга націй КОНКАКАФ 2022-2023 - 1-й етап    | -1   |          |
| 15-6-2023  | Карсон (Каліфорнія)   | Коста-Рика | 0 – 1     | Гватемала  | товариський матч                            | -1   |          |
| 20-6-2023  | Честер (Пенсільванія) | Еквадор    | 3 – 1     | Коста-Рика | товариський матч                            | -3   |          |
| 26-6-2023  | Форт-Лодердейл        | Коста-Рика | 1 – 2     | Панама     | Кубок КОНКАКАФ 2023 - 1-й етап              | -2   |          |
| 30-6-2023  | Гаррісон              | Сальвадор  | 0 – 0     | Коста-Рика | Кубок КОНКАКАФ 2023 - 1-й етап              | -    |          |
| 4-7-2023   | Гаррісон              | Коста-Рика | 6 – 4     | Мартиніка  | Кубок КОНКАКАФ 2023 - 1-й етап              | -4   |          |
| 8-7-2023   | Арлінгтон             | Мексика    | 2 – 0     | Коста-Рика | Кубок КОНКАКАФ 2023 - чвертьфінал           | -2   |          |
| 16-11-2023 | Сан-Хосе              | Коста-Рика | 0 – 3     | Панама     | Ліга націй КОНКАКАФ 2023-2024 - чвертьфінал | -3   |          |
| 20-11-2023 | Панама                | Панама     | 3 – 1     | Коста-Рика | Ліга націй КОНКАКАФ 2023-2024 - чвертьфінал | -3   |          |
| 2-2-2024   | Сан-Хосе              | Коста-Рика | 2 – 0     | Сальвадор  | товариський матч                            | -    | 78'      |
| Усього     |                       | Матчів     | 11        |            | Голів                                       | -20  |          |